# Карл Вольф (скульптор)
Карл Конрад Альберт Вольф (нім. Carl Conrad Albert Wolff; 14 листопада 1814, Нойштреліц, Мекленбург-Передня Померанія — 20 червня 1892, Берлін) — німецький скульптор.

## Біографія
З 1831 року працював у майстерні Крістіана Данієля Рауха.
В 1844 був направлений в Каррару відбирати мармур для обробки тераси палацу Сан-Сусі. Після дворічного перебування в Італії повернувся до Берліна, асистував Рауху в роботі над гробницею Фрідріха Вільгельма III, але також і працював самостійно.
З 1866 року обіймав посаду професора в Берлінській академії образотворчих мистецтв; де серед його учнів був, зокрема Ердман Енке та Вільгельм Вандшнайдер.
Автор пам'ятника «Львоборець» у Берліні.
Батько скульптора Мартіна Вольфа.
Серед його учнів Карл Людвіг Манцель.